# 勒沙尔姆
勒沙尔姆（法語：Le Charme，法語發音：[lə ʃaʁm]）是法国卢瓦雷省的一个市镇，位于该省东部，和约讷省接壤，属于蒙塔日区。

## 地理
勒沙尔姆（47°47'59"N, 2°59'41"E）面积13.82 平方千米，位于法国中央-卢瓦尔河谷大区卢瓦雷省，该省份为法国中北部省份，北起埃松省，西北接厄尔-卢瓦省，西南接卢瓦-谢尔省，南至涅夫勒省和谢尔省，东临约讷省，东北接塞纳-马恩省。
与勒沙尔姆接壤的市镇（或旧市镇、城区）包括：阿韦龙河畔圣莫里斯、尚瑟夫赖、尚皮涅勒、米勒龙河畔阿扬、沙尔尼奥雷德皮赛。

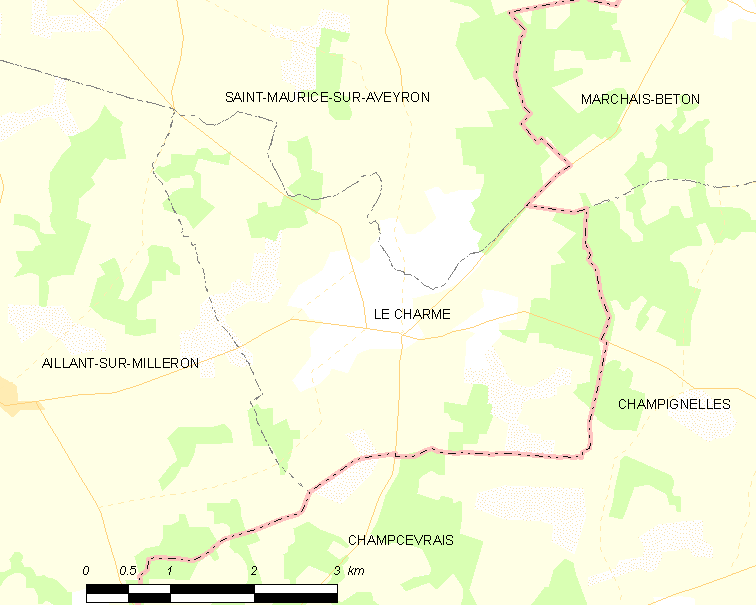
勒沙尔姆的OSM定位图

勒沙尔姆的时区为UTC+01:00、UTC+02:00（夏令时）。

## 行政
勒沙尔姆的邮政编码为45230，INSEE市镇编码为45079。

## 政治
勒沙尔姆所属的省级选区为洛里斯县。

## 人口

1962-2008年间勒沙尔姆人口变化图示

勒沙尔姆于2022年1月1日时的人口数量为149人。